# Floris Middendorp
Floris Middendorp (Hattem, 4 juni 2001) is een Nederlands hockeyer, die doorgaans speelt als aanvallende middenvelder. 

## Carrière
Middendorp speelde vanaf zijn jeugd bij Hattem, waar hij vanaf 2015 in het eerste elftal speelde. In 2019 maakte hij de overstap naar Amsterdam, uitkomend in de Hoofdklasse. Daar kampte hij met een langdurige rugblessure.
Als aanvoerder van dat team werd Middendorp in 2025 voor het eerst in zijn carrière landskampioen. In de finale van de play-offs werd Kampong over twee wedstrijden na shoot-outs verslagen. Middendorp werd tevens verkozen tot beste speler van de Hoofdklasse van dat seizoen.

### Internationaal
In juni 2022 maakte Middendorp zijn debuut bij de Nederlandse hockeyploeg in de FIH Pro League, in een wedstrijd tegen Argentinië. Hij was onderdeel van de selectie die het Europees kampioenschap in 2023 won. In februari 2024 maakte Middendorp tegen India zijn eerste interlanddoelpunt. In juni 2025 speelde Middendorp zijn 50e interland.
Op 27 juli 2024 maakte Middendorp zijn olympisch debuut in een wedstrijd tegen de Zuid-Afrikaanse hockeyploeg tijdens de Olympische Zomerspelen in Parijs. Met zijn team veroverde Middendorp in de finale tegen Duitsland na shoot-outs de gouden medaille.

## Erelijst
Nederlands team
- – Hockey Pro League 2022/23
- – Hockey Pro League 2023/24
- – Europees kampioenschap 2023, Mönchengladbach
- – Olympische Zomerspelen 2024, Parijs
- – Hockey Pro League 2024/25
- – Europees kampioenschap 2025, Mönchengladbach

Hoofdklasse Nederland
- Landskampioen 2025 – Amsterdamsche Hockey & Bandy Club

## Onderscheidingen
- 2025 – Gouden Stick